# Phil Vassar
Phillip George Vassar, detto Phil (Lynchburg, 28 maggio 1964), è un cantautore statunitense, esponente di musica country.
Ha lavorato anche come autore per altri artisti, collaborando con Tim McGraw, Jo Dee Messina, Collin Raye e Alan Jackson. Nel 1999 è stato nominato dalla ASCAP "cantautore country dell'anno".

## Discografia
Album studio
- 2000 - Phil Vassar
- 2002 - American Child
- 2004 - Shaken Not Stirred
- 2008 - Prayer of a Common Man
- 2009 - Travelling Circus

Raccolte
- 2006 - Greatest Hits, Vol. 1
- 2007 - Super Hits
- 2011 - Noel (album natalizio)

Live
- 2011 - The Hits Live On Broadway